# Бјуканан Дам (Тексас)
Бјуканан Дам (енгл. Buchanan Dam) насељено је место без административног статуса у америчкој савезној држави Тексас.

## Демографија
По попису из 2010. године број становника је 1.519, што је 169 (-10,0%) становника мање него 2000. године.
| Група             | 2000.         | 2010.         |
| Белци             | 1.578 (93,5%) | 1.401 (92,2%) |
| Афроамериканци    | 6 (0,4%)      | 3 (0,2%)      |
| Азијати           | 1 (0,1%)      | 6 (0,4%)      |
| Хиспаноамериканци | 90 (5,3%)     | 95 (6,3%)     |
| Укупно            | 1.688         | 1.519         |